# Indusztriális zene
Az indusztriális zene főként a korai avantgárd elektronikus zenei kisérletekből (experimental zene) és ennek későbbi Post-Punk mozgalomra is gyakorolt hatásából eredeztethető.
A kifejezést az 1970-es évek közepén használták először. Azóta rengeteg kiadó és előadó zenéjét indusztriálisnak nevezik.
Az első ipari előadók a zajok mértékének variálásával, gyártási technikával kísérleteztek és dalaik főleg vitatott témákat boncolgattak. Ezek nem kizárólagosan zenei teljesítmények, hanem más művészetek terén is korszakalkotóak.
Eredetileg, az ipari műfajba kizárólag csak az Industrial records által készített zenék, és ahhoz kapcsolódó művészek tartoztak.
Idővel, olyan zenekarok is, melyeket közvetlenül befolyásolni kezdett az industrial stílusjegyei, mint például a gépek által gerjesztett természetes, vagy mesterséges zajok és maga az Ipar.

## Leírás
Az ipar egy meghatározott időszak volt az alkotói számára, hogy felidézzék azt az ötletet, hogy ez a zene(i stílus) az új generációnak szól, az előző zenei próbálkozás ugyanis sokkal agrikulturálisabb volt. Más zenei művekkel ellentétben ez a zene a fatalista, bár realista, embertelen. Gyakran mechanikus, gépies légkört teremt a technológiai fejlődés jegyében.

## Története

### Korai befolyások

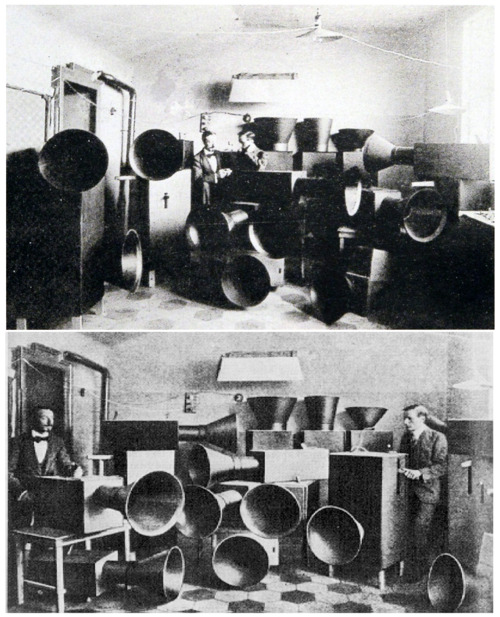
Luigi Russolo, Intonarumori, 1913

Luigi Russolo 1913-as munkáját, a The Art of Noise-t gyakran emlegetik az ipari filozófia első példájának a modern zenében.
Russolo musica futuristica c. műve után Pierre Schaeffer és a musique concrète jött, ami elindította a korai industrial zenét. Ez felvevőszalaggal készült vágott hangszakaszok manipulálásával, és hozzáadott analóg elektronikus eszközökről származó kezdetleges hang kivitelből állt.
Szintén fontos fejlődést a műfajban a dada művészeti mozgalom hozta, később a fluxus és a szürrealista mozgalmak, majd például a „Művészetek és Kézművesség” újítómozgalom is.
Edgard Varèse szintén az elektronikus zene egyik fő alapítója volt. A Poème électronique c. szerzeménye az 1958-as brüsszeli világkiállításon debütált a Philips pavilonban.

### Industrial Records
Ipari zene az ipari embereknek mondatot eredetileg Monte Canazza mondta az Industrial Records nevű kiadónak (amit Brit művészek a Throbbing Gristle és a COUM Transmission nevű társulat alapított).
Az első zenei hullám 1977-ben jelent meg a Throbbing Gristle és a NON együttesek által.
Korai ipari előadások gyakran tartalmaztak tabu témákat feszegető és provokatív elemeket, mint például csonkítás, szado-mazochizmus és totalitárius szimbólumábrázolásokat, vagy akár a közönség provokálása.
Majd a The Leather Nun nevű svéd rock formáció, 1978-ban szerződött az Industrial Records-szal. Ők számítottak az első nem TG vagy Cazazza alakulatnak, ami az IR- nál jelent meg. Az egyetlen IR-nál megjelent középlemezük, a Slow Death (1979 novemberében), gyorsan feltört az angliai alternatív zenei slágerlista élére és szerepelt a BBC1 rádióműsoraiban is két héten keresztül 1979 decemberében.
Őket olyan együttesek követték, mint a Test Department, Cabaret Voltaire, Clock DVA, Factrix, Autopsia, Nocturnal Emissions, Esplendor Geometrico, Whitehouse, Severed Heads és az SPK. Keverve az elektronikus szintetizátorok, gitárok, korai samplerek hangjait, ezek az együttesek egy erős, agresszív zenét alkottak, összeolvasztva a rock és a kísérleti elektronikus zene elemeit. Ezek a művészek (pl. Croc Shop, Laibach) szeretik sokkolni az embereket, szókimondó szövegeikkel, képzőművészeti alkotásokkal és fasiszta ábrázolásokkal. Az Industrial Records körül meglehetősen sok vita alakult ki miután évekig az auschwitzi krematóriumot ábrázoló kép volt a logójuk.
Eközben az Atlanti-óceánon túl is folytak a munkálatok. San Franciscóban Monte Cazazza nyers, éles, hangnem nélküli zajokkal kezdett el dolgozni. Boyd Rice (vagyis NON) is szintén adott ki számos ilyen lemezt, úgy mint Új-Zélandon a kísérleti/művész rock zenészek (The Skeptics, Hieronymus Bosch (NZ), Fetus Productions, Ministry of Compulsory Joy és a The Kiwi Animal).
Olaszországban Maurizio Bianchi adott ki hasonló albumokat limitált példányszámban (pl. Venus, Velours, Mectpyo Blut című kazettákat és Menses, Neuro Habitat című lemezeket).
Franciaországban, korai művészek, akiket befolyásolt az Industrial Records, például a Vivenza, Art&Technique, Pacific 231, Étant Donnés, Le Syndicat és a Die Form .
Németországban, az Einstürzende Neubauten metál dobokat és gitárokat használtak szokatlan hangszerekkel, mint például légkalapács és csontok, gondosan megszervezett koncertjeiken.

### Fejlődés
Az 1980-as évek közepéig az industrial műfaj rohamosan terjedt világszerte. Vitathatatlanul e fejlődés legnagyobb közreműködője a Coil nevű zenekar volt, melyet John Balance és Peter Christopherson alapított, miután 1982-ben kiváltak a Psychic TV-ből. Zenéjük erősen eklektikus, a karrierjük során az acid house–tól a drone–ig számos műfajt kipróbáltak. Más csoportosulások, mint például a kanadai Skinny Puppy, az EBM belga úttörői, a Front242 és az ausztrál Foetus a leghíresebbek azon zenekarok közül, akik segítették az underground műfaj feléledését, elterjedését.
A korai 1980-as években a Wax Trax Nevű kiadó segítette az ipari zenét elérhetőbbé tenni a világnak.
Az élen olyan nagy bandák álltak, mint a chicagói Ministry, Acumen Nation, My Life With The Thrill Kill Kult vagy éppen a Die Warzau. Ez volt az első olyan kiadó (és a legelismertebb is), ami a punk által befolyásolt ipari zenével foglalkozott.
Az 1980-as évek végére a műfaj elterjedt, lemezeladások rohamosan megnövekedtek.
Az egyik legnagyobb áttörést a Nine Inch Nails hozta a Pretty Hate Machine c. albumával 1989-ben. A NIN, koncertjeivel megkezdte a stílus betörését a rock és a punk zenei vonulatokba is. Végül a zenekar elősegítette a metál zene alműfajainak felemelkedését is.
A későbbiekben felbátorodva a NIN és az 1990-es években megjelenő Ministry sikerén, számos új zenekar tűnt fel az akkortájt kialakult Industrial Metal műfajban is, bár a legtöbbjük zenéje csak halványan emlékeztetett az eredeti stílusra, ezeknél a bandáknál inkább a Metal jellegű hangzás/dalszerkezet dominál, melyhez vegyítettek ipari zajokat, szintetizátorokat és gépiesebb hatású gitár riffeket.
Ma már az EBM által kifejlesztett szintetizátorosabb alapokra helyezett Industrial jelenti a műfaj egyik központi stílusát, ami ugyancsak komoly fejlődési utat járt be az electro-industrial és annak különböző formáinak létrejötte által. Mindezáltal a korai mechanikus gyáripari érzésvilágot felváltotta egy sokkal inkább futurisztikus – disztópikus hangulat, melyhez az egyes dalok témái is gyakran idomulnak.
A 80-as évek közepén az Industrial elkezdett összefonódni a szintén Post-Punk leszármazott Goth szubkultúrával, ennek eredményeképp amellett, hogy sokszor egyazon fesztivál ad teret mindkét műfaj számára, egyes előadók esetében még keverednek is az egyébként kulturális beállítottságban és szemléletmódban teljesen eltérő zenei elemek, ezáltal korábban sosem hallott, groteszk, szürreális hangzásvilágokat eredményezve.
| Industrial           | Industrial |
| -------------------- | --- |
| Leszármazott műfajok | Ambient Industrial – Dark Ambient – Death Industrial – Electronic body music – Martial Industrial – Neofolk – Noise – Power Electronics                                        |
| Alműfajok            | Dark electro – Electro-industrial – Industrial hardcore – Industrial metal – Industrial rock – Industrial techno – Power noise – Technoid – Terror EBM – Aggrotech – Hellectro |